# Ten More Days (Avicii-sang)
Ten More Days er en single af den svenske DJ Avicii, som er sunget af den amerikanske sanger Zak Abel. Ten More Days blev udgivet som en promoverende single den 30. september 2015, 3 dage inden albummet Stories, der blev udgivet den 2. oktober 2015. Sangen er skrevet af Tim Bergling (Avicii), Simon Aldred, Marcus Thunberg Wessel og Zak Zilesnick.

## Baggrund
Bergling spillede sjældent Ten More Days i hans liveshows, men han spillede den første gang på Findings Festival i Oslo den 29. maj 2015.Bergling udtalte også, at Ten More Days var en af hans yndlingssange fra albummet Stories.Ved singlens udgivelse, blev den beskrevet af Music Times som inspireret af bluegrass og country og en "ikke-EDM" lyd, som man tidligere ikke havde oplevet fra Bergling før.Sangen blev rost af YourEDM, der fortalte, at selvom Bergling "forlod EDM" med hans nye single, var singlen "top-notch" produceret, og Ten More Days blev beskrevet som et "exceptionelt portræt af Berglings diversitet".